# Palazzo di Tatoi
Il palazzo di Tatoi (in greco Τατόι?) è un complesso in forma di tenuta esteso per circa 4700 ettari, posto a circa 15 chilometri a nord di Atene, presso il comune di Acharnes. Esso era la residenza estiva della casa reale di Grecia (ramo cadetto dei Schleswig-Holstein-Sonderburg-Glücksburg), luogo di nascita di molti suoi membri e pantheon dinastico. La zona è un pendio densamente boscoso a sud-est del monte Parnete e ha ripreso l'antico nome di Decelea.

## Storia

### Il sito prima del palazzo
Il sito su cui venne costruito in seguito il palazzo reale greco, corrispondeva all'antico insediamento attico di Decelea. L'area venne fortificata per la prima volta nel 413 a.C. durante la guerra del Peloponneso quando gli spartani guidati da re Agide II occuparono l'area da cui si poteva dominare la pianura che da Atene si estendeva verso il mare. I resti di queste fortificazioni si possono ancora oggi notare nel parco della tenuta.
Durante il periodo dell'occupazione ottomana, l'area venne occupata da mulini, cappelle e insediamenti abitati principalmente da militari di origini albanesi. La regione era attraversata, già in antichità, dalla principale arteria stradale che da Atene conduceva in Calcide. 
Nel 1842, dopo la guerra d'indipendenza greca, la tenuta di quasi 50 km² venne acquistata dal nobile fanariota Alexandros Kantakouzinos che la passò quindi al genero, il generale Skarlatos Soutzos, marito di sua figlia Elpida. All'epoca il complesso comprendeva una modesta casa a un unico piano, un mulino sulla collina a est e piccole fattorie e fabbricati per la produzione agricola.

### La costruzione del palazzo

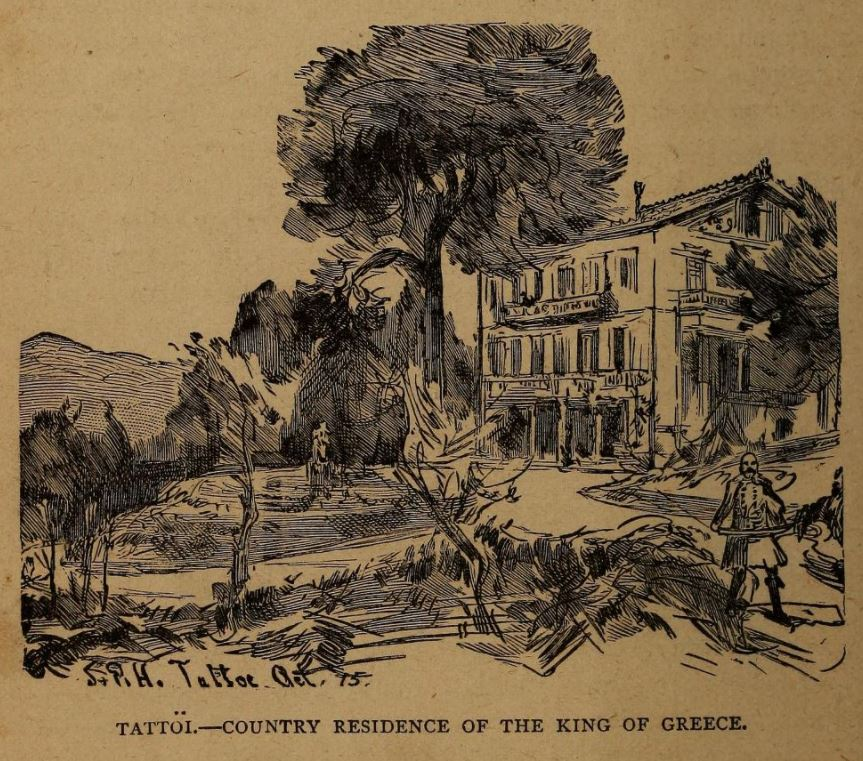
La villa di Tatoi in un disegno del 1875

Nell'agosto del 1843, la regina Amalia visitò per la prima volta la tenuta di Tatoi, rimanendo colpita dall'aspra bellezza del suo paesaggio. Quasi vent'anni dopo, il 6 aprile 1865, anche il re Giorgio I venne invitato a Tatoi da Soutzos, che nel frattempo era divenuto suo maresciallo di corte. Il monarca dormì nella tenuta una notte, prima di partire alla volta della Calcide come parte del suo tour della Grecia.
A partire dal 1870, re Giorgio I era alla ricerca di un luogo ove costruire la propria residenza estiva e il suo architetto, Ernst Ziller, lo instradò a puntare sulla tenuta di Tatoi. Non solo Soutzos era ansioso di vendere l'intero complesso che era divenuto troppo dispendioso da gestire per le sue finanze, ma la tenuta era anche vicina ad Atene, ben servita, con acqua potabile disponibile e un clima mite.
Re Giorgio I di Grecia acquistò quindi l'intera tenuta per la somma di 300.000 dracme dalla famiglia Soutsos. Il suo architetto di corte era convinto di edificare sul sito un maestoso complesso di palazzi, ma Giorgio I precisò da subito di aver fatto tale acquisto unicamente per il proprio svago e proprio per questo aveva comprato la tenuta con fondi privati parti del suo portafoglio privato.

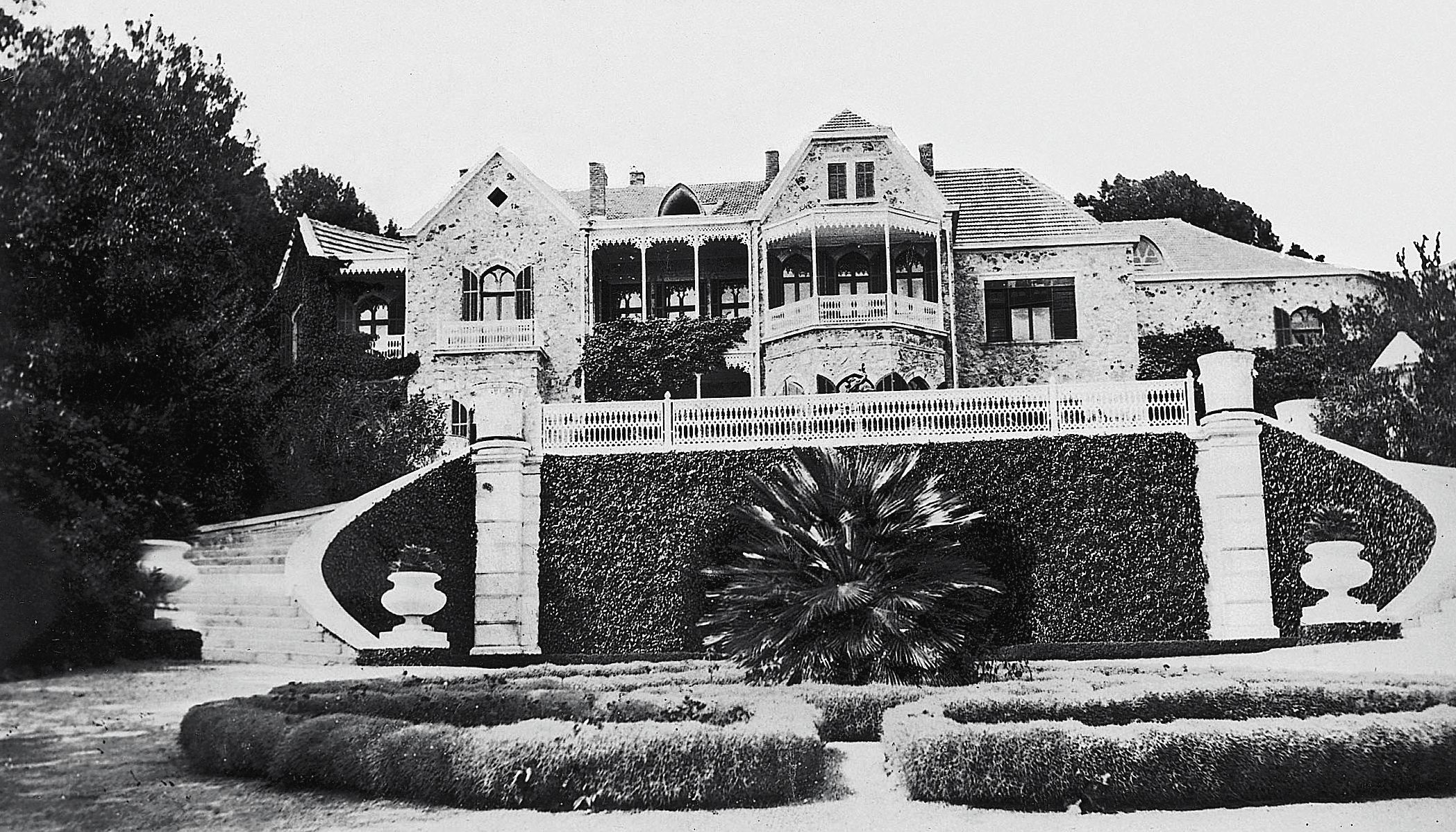
Il palazzo in una foto del 1900

Per questo fine Ziller si limitò a progettare una semplice casa a due piani di stile greco-svizzero, con tetto a due falde, che paradossalmente doveva svolgere il ruolo di foresteria, uso al quale a ogni modo non venne mai destinata. Questo primo edificio venne completato nel 1874 e venne utilizzato come prima residenza estiva da parte della famiglia reale greca. Tuttavia, le crescenti esigenze della famiglia reale e l'arrivo di nuovi membri, costrinsero Giorgio I a costruire una nuova abitazione per il suo svago, questa volta in chiaro stile inglese. Per questo nuovo progetto venne scelto l'architetto Savvas Boukis che si ispirò alla fattoria inglese fatta costruire dall'architetto inglese Adam Menelaws per il complesso del palazzo di Peterhof per lo zar Alessandro II di Russia, zio tra l'altro della regina consorte greca Olga. Per questo motivo nel 1884 vennero intrapresi nuovi lavori di costruzione del palazzo che giunse a una superficie totale di 1100 m². La costruzione venne terminata nel 1889 e vi prese residenza stabile il principe ereditario Costantino con la moglie Sofia da poco sposata.

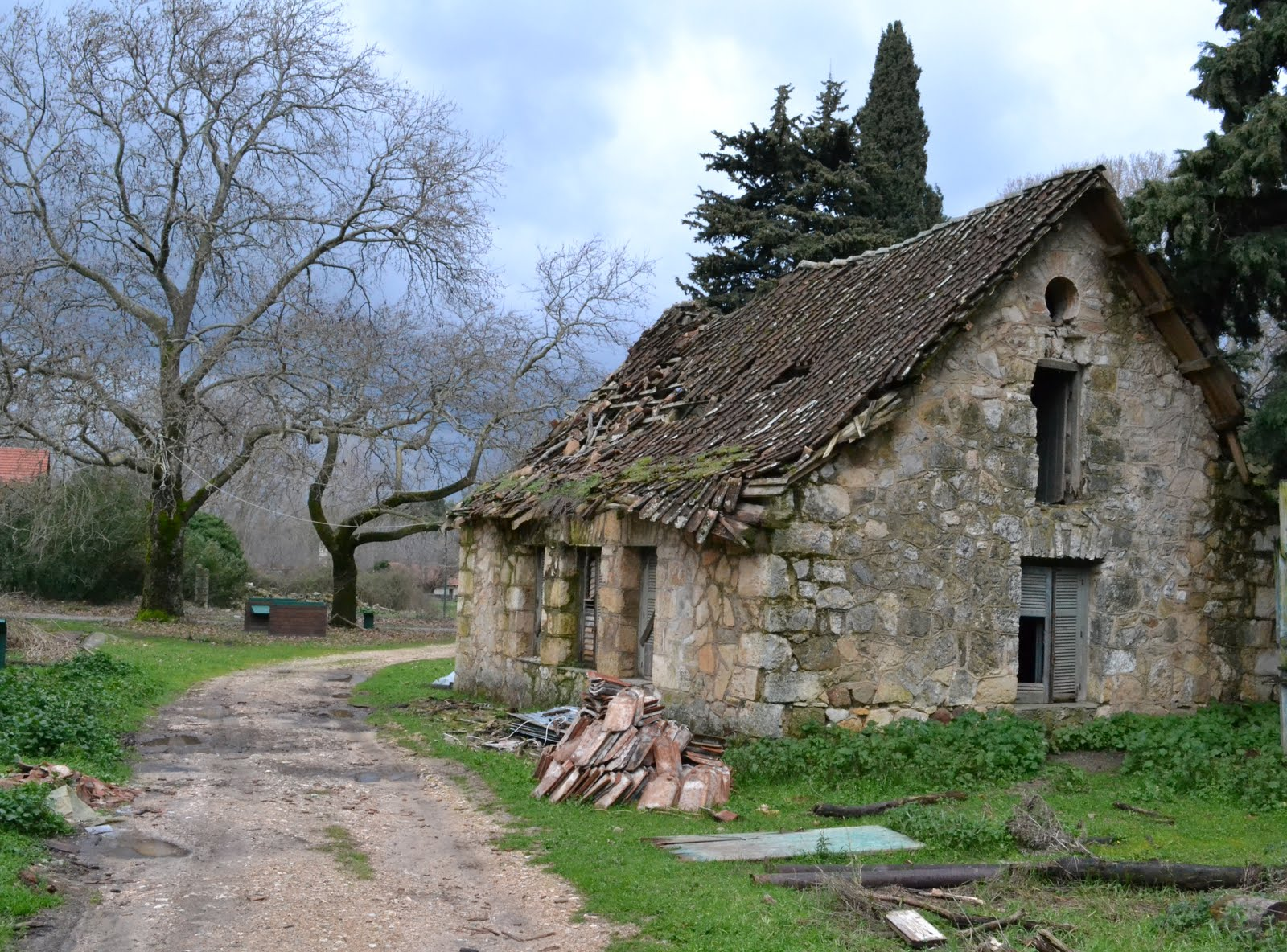
Una delle strutture ausiliarie presenti nella tenuta

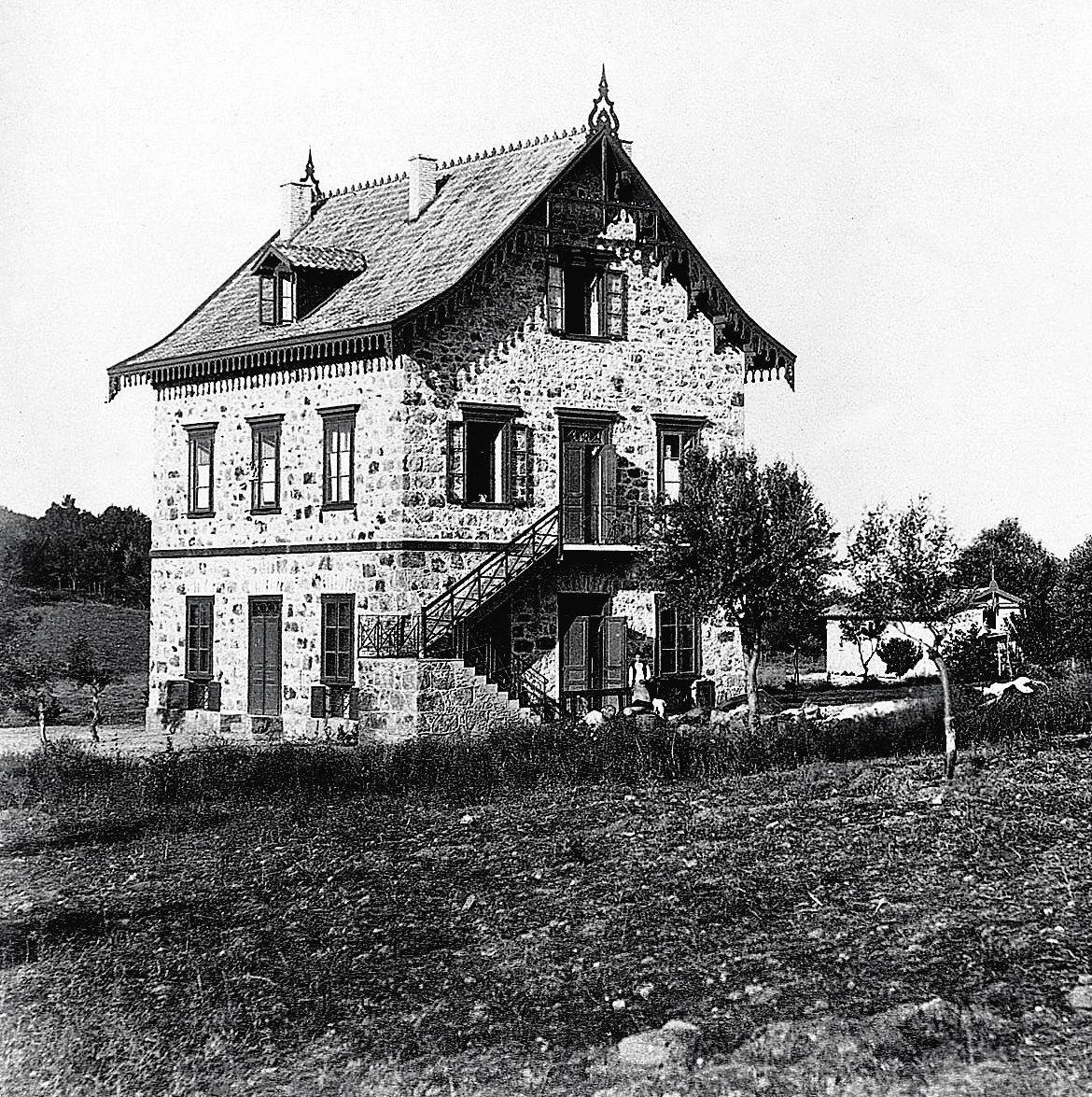
Il Tatoion in una fotografia del 1900

Sempre alla fine dell'Ottocento vennero realizzati nel complesso della tenuta anche una serie di edifici accessori nello stile degli insediamenti rurali dell'Europa occidentale come ad esempio una casa adibita a scuola per i bambini della famiglia reale, una cucina collegata al palazzo tramite un tunnel sotterraneo, due chiese dedicate rispettivamente al profeta Elia (1873) e alla Risurrezione (1899), una fattoria per la produzione di prodotti agricoli a sostegno della famiglia reale, un ufficio telegrafico, l'alloggio del direttore della tenuta, la residenza della servitù, una cantina capace di ospitare oltre 4000 bottiglie di vino, un laboratorio per la produzione del burro, tre stalle, diversi magazzini, laboratori artigianali tra cui quello di un fabbro e gli alloggi per un piccolo drappello del corpo di guardia e addirittura un hotel aperto al pubblico, noto come "Tatoion": per mostrarsi aperto e democratico nei confronti dei suoi sudditi, Giorgio I decise di costruire un piccolo albergo per consentire a chi lo volesse di soggiornare nella tenuta reale di Tatoi, ma con la sola limitazione di pernottarvi massimo per due notti. L'albergo rimase in funzione sino al 1935 quando la struttura venne chiusa e l'edificio compreso negli edifici del complesso residenziale reale. Il vecchio mulino conservato da prima della costruzione del palazzo, venne trasformato in una torre di forme antiche e al suo interno venne allestito un museo archeologico con i reperti ritrovati negli scavi condotti della zona. 
Contemporaneamente Giorgio I si servì di Hans Ludwig Münder (1873-1892), silvicoltore e filelleno danese, per la progettazione dell'enorme "Foresta del re", una vasta area piantumata che già circondava in parte la casa d'abitazione e che venne in parte ripiantumata con essenze tipiche del luogo. Münder venne inoltre nominato primo direttore della tenuta, venendo seguito da un altro danese, Otto Weismann (1893-1914). Il sovrano greco fece importare anche diversi cervi dall'Ungheria per popolare l'area e crearvi una riserva di caccia privata e sfruttò corsi d'acqua naturale per creare anche due piccoli laghi artificiali inseriti nel contesto naturalistico.

### Distruzioni e ricostruzioni

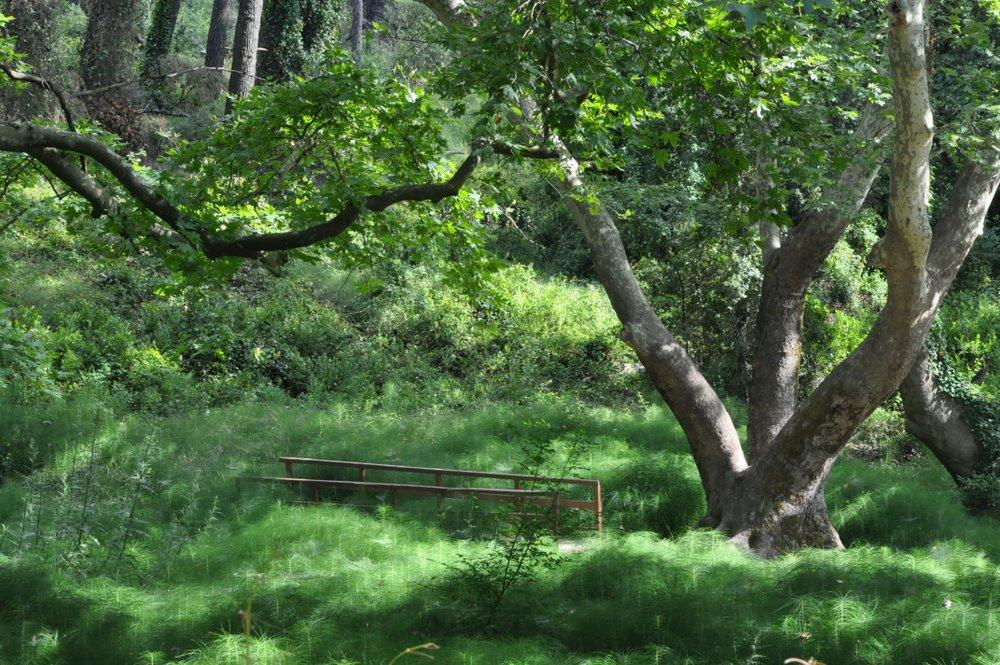
La "Foresta del re" che, pur con numerosi danni e modifiche, circonda ancora oggi il palazzo

Nel 1916, durante la prima guerra mondiale, gran parte della tenuta andò danneggiata e, coi tempi turbolenti che seguirono, non fu possibile ricostruire immediatamente la residenza. Negli anni 1920 la casa, ormai ridotta a un rudere, venne depredata ma nel 1936 tornò di proprietà di Giorgio II di Grecia che avviò un programma di profondi restauri con la collaborazione degli architetti Anastasios Metaxas, Emmanouil Lazaridis e Konstantinos Sakellariou.
Durante la seconda guerra mondiale, quando il re si trovava in esilio e i greci soffrirono notevolmente durante l'occupazione tedesca della Grecia, gli alberi della "Foresta del re" che era parte del complesso del palazzo di Tatoi vennero tagliati per il riscaldamento delle abitazioni e vennero realizzate delle fosse comuni. L'amministratore della tenuta, Vassilios Drouvas (1925-1961), si trovò nella non facile posizione di mantenere il delicato equilibrio tra le forze di occupazione naziste e i guerriglieri di Parnitha, con l'obiettivo finale di salvare la tenuta.
Re Giorgio II riottenne il possesso della proprietà nel 1946, rimanendo di proprietà privata ed esclusiva dei sovrani di Grecia. La tenuta si trovava a ogni modo in pessimo stato: la principale fonte di reddito per il suo sostentamento, ovvero la vicina foresta del re, era stata irrimediabilmente compromessa e per questo si puntò sulla costruzione di un vigneto per la produzione di vino e sull'allevamento per la produzione di formaggi e latte. Per questa nuova fase di ricostruzione, Paolo di Grecia si servì degli architetti K. Guinness e Alexios Baltatzis. A partire dal 1948, la famiglia reale greca prese stabile residenza al palazzo di Tatoi e vi rimase sino al 1967, anno della dittatura dei colonnelli.

### Costantino II e la confisca
Dopo la proclamazione della Repubblica Ellenica, il palazzo di Tatoi era rimasto tra le proprietà di Costantino II di Grecia, ultimo sovrano a risiedervi stabilmente prima di intraprendere la via dell'esilio. Questa particolare condizione, aveva però impedito a Costantino II di poter amministrare il palazzo e le terre annesse e di conseguenza l'intera tenuta era entrata in un periodo di profonda decadenza.
Nel ventennale della costituzione della repubblica, nel 1994, il palazzo e la tenuta annessa vennero definitivamente confiscate a Costantino II di Grecia dal governo socialista del primo ministro greco Andreas Papandreou: questa e altre confische di beni appartenenti al sovrano, avvenute senza alcuna compensazione, produssero una causa giudiziaria arrivata fino alla Corte europea dei diritti dell'uomo. Il deposto sovrano sosteneva che la proprietà fosse stata acquistata in modo legale dai suoi predecessori e che quindi doveva essere sua per normale via ereditaria. Lo Stato greco sosteneva per contro che la proprietà era stata impiegata dalla famiglia reale in virtù del proprio status di sovrani o che era stata ottenuta approfittando di tale condizione e che quindi, abolita la monarchia, la proprietà dovesse ritornare automaticamente allo Stato.
La corte giunse, nel giugno 2002, a una soluzione mediana, ordinando alla Grecia di indennizzare l'ex sovrano per 12 milioni di euro (cifra di molto inferiore rispetto al valore dell'intero complesso che comunque Costantino II ha devoluto in beneficenza), ma permettendole di mantenere la proprietà.

### Il palazzo oggi

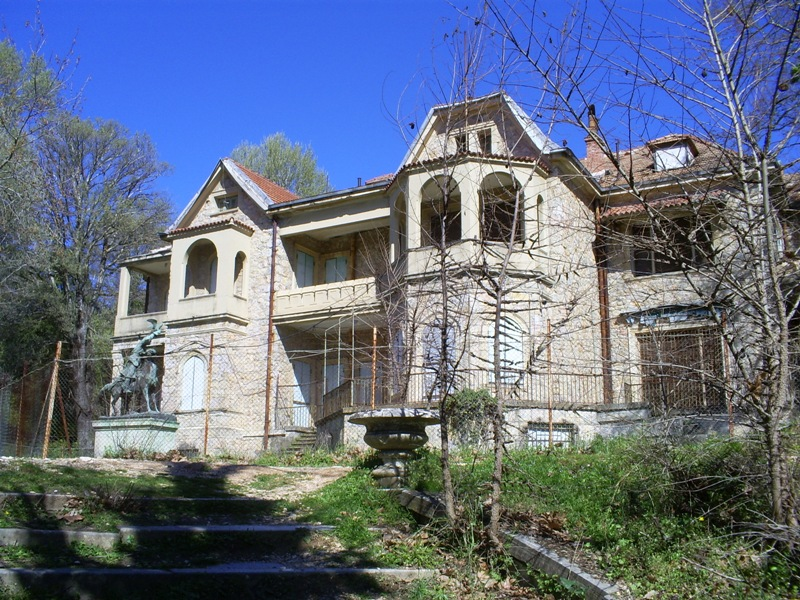
Il palazzo nel 2008, prima dell'inizio dei restauri

Dopo un abbandono dovuto anche a motivazioni politiche, nel giugno 2007 il governo ellenico comunicò ufficialmente di voler trasformare la proprietà in un museo.
A ogni modo nel settembre del 2012 lo stesso governo annunciò di voler vendere l'intera proprietà per gli eccessivi costi di ristrutturazione e manutenzione della struttura. Si costituì quindi l'associazione "Amici di Tatoi" che da quello stesso anno si occupò di trovare fondi per restaurare il palazzo e convertirlo in un museo.
Nel 2015 dieci automobili conservate nell'ex residenza reale di Tatoi, vennero designate come oggetti culturali dal Consiglio Centrale dei Monumenti Moderni. Malgrado questa tutela, a ogni modo, le automobili e le carrozze conservate a palazzo rimasero nel complesso e vennero colpite dal crollo di un soffitto nel 2016. Nel 2020 le automobili e le carrozze vennero rimosse e restaurate dal governo greco.
Nel 2019 il governo greco ha rilanciato l'idea di ristrutturare e preservare la proprietà mettendola all'asta con l'idea di farne sede di un resort con ristoranti, ma l'idea venne cassata dal pubblico che continuava a sostenere che Tatoi dovette essere aperto al pubblico come museo associandovi anche il recupero dell'ex residenza reale presso il villaggio di Polydendri, anch'essa in completo stato d'abbandono.
Negli ultimi mesi del 2019, il ministero della cultura greco ha infine avviato un piano per ristrutturare l'intero complesso. Dopo un anno di restauri conservativi, il governo greco ha annunciato una destinazione mista per il complesso dopo il termine dei lavori, abbinando cioè un museo nella parte centrale del palazzo, dedicato alla famiglia reale e alla storia della Grecia, alla costruzione di un nuovo hotel di lusso con spa.
Nel corso degli incendi boschivi del 2021, una porzione significativa dei boschi circostanti la residenza è andata distrutta, oltre all'abitazione del direttore del complesso, alla casa del custode e all'ufficio telegrafico, ma il palazzo di Tatoi è stato preservato dalle fiamme. Durante le operazioni di risistemazione e pulitura della residenza, è stata dissotterrata una pregevole collezione di 4000 bottiglie di vino locale nascosta durante il periodo bellico.

## Il palazzo di Tatoi nella storia greca
Diverse furono le celebrità d'epoca che ebbero modo di visitare il palazzo di Tatoi come ad esempio lo zar Nicola II di Russia, l'imperatrice Sissi, i re Edoardo VII del Regno Unito e la consorte Alessandra di Danimarca o, in tempi più recenti, Elisabetta II del Regno Unito e Jacqueline Kennedy Onassis.
Tatoi fu teatro di scene di grande intensità drammatica nella storia greca, come ad esempio la cacciata di Costantino I nel 1917, l'agonia e la morte di re Alessandro o la morte di re Paolo. Qui si tennero alcuni tra gli eventi principali della prima metà del Novecento nella storia greca come ad esempio le consultazioni sull'entrata o meno in guerra del Regno di Grecia nell'estate del 1915, le consultazioni in vista dell'attacco della Germania nazista nell'inverno del 1941. Tre governi prestarono giuramento al palazzo di Tatoi: quello di Eleftherios Venizelos nell'agosto 1915, quello di Dimitrios Rallis nel novembre 1920 e quello di George Papandreou nel febbraio 1964.

## Il mausoleo di Tatoi

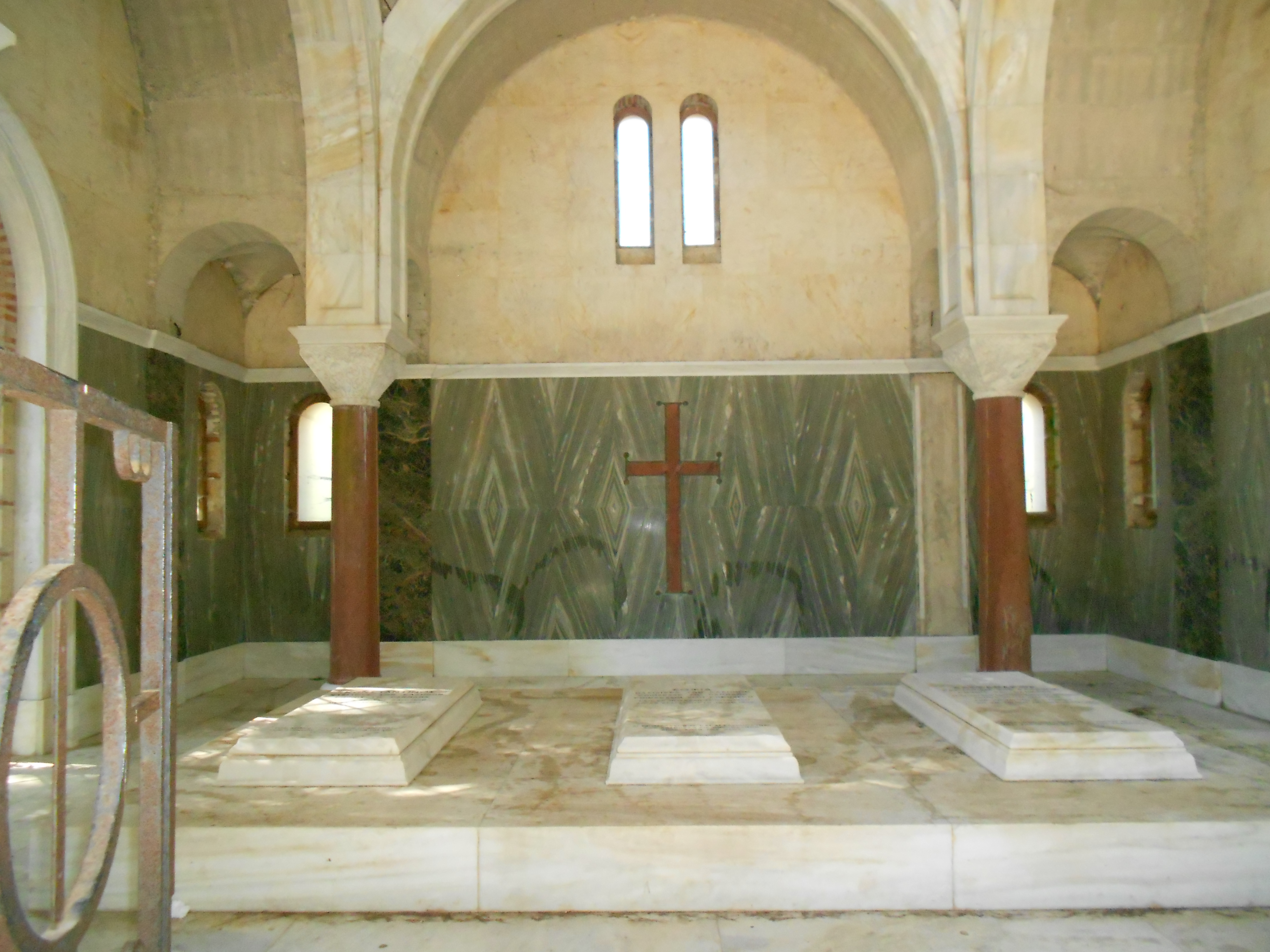
L'interno della cappella del mausoleo di Tatoi

Il 6 agosto 1899, su iniziativa della regina Olga, venne fondata non lontano dal palazzo di Tatoi, la chiesa della Resurrezione del Signore, su una collina denominata "Paliokastro" e su progetto dell'architetto Anastasios Metaxas. In tale cappella venne posto il mausoleo della famiglia reale greca e la prima a esservi sepolta fu proprio la regina consorte. Successivamente, Costantino e Sofia hanno costruito una loro tomba personale, su progetto dell'architetto Emmanuel Lazaridis. Il 1º settembre 2020 la tomba di Paolo di Grecia e Federica è stata vandalizzata con la rottura della croce sovrastante le due tombe.
Nel cimitero di Tatoi sono stati inumati:
1. Olga di Grecia (1880-1880)
2. Alessandra di Grecia, granduchessa di Russia (1870-1891)
3. Giorgio I di Grecia (1845–1913), re di Grecia
4. Alessandro I di Grecia (1893 - 1920)
5. Costantino I di Grecia (1868 - 1923)
6. Ol'ga Konstantinovna Romanova (1851-1926), regina dei Greci (moglie di Giorgio I)
7. Sofia di Prussia (1870-1932), regina dei Greci (moglie di Costantino I)
8. Nicola di Grecia (1872 – 1938)
9. Cristoforo di Grecia (1888 – 1940)
10. Maria di Grecia (1876-1940), granduchessa di Russia
11. Andrea di Grecia (1882 – 1944)
12. Giorgio II di Grecia (1890 – 1947)
13. Francesca d'Orléans (1902–1953)
14. Elena Vladimirovna Romanova (1882 – 1957)
15. Giorgio di Grecia (1869 – 1957)
16. Maria Bonaparte (1882 – 1962)
17. Paolo I di Grecia (1901 – 1964)
18. Aspasia Manos, (1896 – 1972) (moglie di Alessandro I di Grecia)
19. Federica di Hannover (1917-1981), regina dei Greci (moglie di Paolo I)
20. Caterina di Grecia, Lady Brandram (1913 – 2007)
21. Costantino II di Grecia (1940 – 2023)

Alessandra di Grecia (1921-1993) è stata inumata a Tatoi fino al 2013, quando le sue spoglie sono state esumate e trasferite in Serbia.